# Vélo d'or français
Le Vélo d'or français est un titre attribué annuellement par le mensuel Vélo Magazine au meilleur coureur cycliste français, toutes disciplines confondues de 1992 à 2022, hommes et femmes confondus. La sélection est effectuée par un panel d'une vingtaine de journalistes.
En 2023, deux catégories distinctes sont créées : le trophée Bernard Hinault, récompensant le ou la meilleur(e) cycliste sur route français(e) de l'année, et le trophée Daniel Morelon, réservé aux meilleurs athlètes tricolores des différentes disciplines olympiques comme la piste, le VTT ou encore le BMX.  
Ces deux titres sont attribués à l'occasion de la cérémonie de remise des trophées du Vélo d'or, organisée en octobre au Pavillon Gabriel à Paris, par le magazine Vélo Magazine. 
En 2024, un nouveau trophée fait son apparition, il concerne la catégorie handisport, et récompense le ou la meilleur(e) para-cycliste français(e) de la saison. 

## Réglement
En 2023, un jury de 28 journalistes nationaux spécialisés dans le cyclisme élisent les Vélo d'or français (trophée Bernard Hinault et trophée Daniel Morelon). Ils classent les cinq nommés selon le barème suivant :
| Choix  | Premier | Deuxième | Troisième | Quatrième | Cinquième |
| ------ | ------- | -------- | --------- | --------- | --------- |
| Points | 5       | 4        | 3         | 2         | 1         |

## Palmarès

### Palmarès du Vélo d'or français
| Podiums du Vélo d'or français (1992 à 2022) | Podiums du Vélo d'or français (1992 à 2022) | Podiums du Vélo d'or français (1992 à 2022) | Podiums du Vélo d'or français (1992 à 2022) | Podiums du Vélo d'or français (1992 à 2022) |
| Année                                       | Vainqueur                                   | Discipline                                  | Deuxième                                    | Troisième                                   |
| ------------------------------------------- | ------------------------------------------- | ------------------------------------------- | ------------------------------------------- | ------------------------------------------- |
| 1992                                        | Laurent Jalabert (1/3)                      | Route                                       | Luc Leblanc                                 | Thierry Marie                               |
| 1993                                        | Florian Rousseau (1/3)                      | Piste                                       | Gilbert Duclos-Lassalle                     | Philippe Ermenault                          |
| 1994                                        | Luc Leblanc                                 | Route                                       | Richard Virenque                            | Florian Rousseau                            |
| 1995                                        | Laurent Jalabert (2/3)                      | Route                                       | Richard Virenque                            | Jeannie Longo                               |
| 1996                                        | Florian Rousseau (2/3)                      | Piste                                       | Jeannie Longo                               | Félicia Ballanger                           |
| 1997                                        | Laurent Brochard                            | Route                                       | Florian Rousseau                            | Laurent Jalabert                            |
| 1998                                        | Florian Rousseau (3/3)                      | Piste                                       | Félicia Ballanger                           | Arnaud Tournant                             |
| 1999                                        | Laurent Gané (1/2)                          | Piste                                       | Félicia Ballanger                           | Laurent Jalabert                            |
| 2000                                        | Félicia Ballanger                           | Piste                                       | Florian Rousseau                            | Miguel Martinez                             |
| 2001                                        | Arnaud Tournant                             | Piste                                       | Laurent Jalabert                            | Jeannie Longo                               |
| 2002                                        | Laurent Jalabert (3/3)                      | Route                                       | Patrice Halgand                             | David Moncoutié                             |
| 2003                                        | Laurent Gané (2/2)                          | Piste                                       | Richard Virenque                            | Jean-Patrick Nazon                          |
| 2004                                        | Julien Absalon (1/4)                        | VTT                                         | Thomas Voeckler                             | Richard Virenque                            |
| 2005                                        | Julien Absalon (2/4)                        | VTT                                         | David Moncoutié                             | Anthony Geslin                              |
| 2006                                        | Julien Absalon (3/4)                        | VTT                                         | Frédéric Guesdon                            | Cyril Dessel                                |
| 2007                                        | Julien Absalon (4/4)                        | VTT                                         | Christophe Moreau                           | Sandy Casar                                 |
| 2008                                        | Sylvain Chavanel                            | Route                                       | Julien Absalon                              | Cyril Dessel                                |
| 2009                                        | Grégory Baugé                               | Piste                                       | Pierrick Fédrigo                            | Thomas Voeckler                             |
| 2010                                        | Thomas Voeckler (1/3)                       | Route                                       | Sylvain Chavanel                            | Grégory Baugé                               |
| 2011                                        | Thomas Voeckler (2/3)                       | Route                                       | Pierre Rolland                              | Grégory Baugé                               |
| 2012                                        | Thomas Voeckler (3/3)                       | Route                                       | Julie Bresset                               | Arnaud Démare Thibaut Pinot                 |
| 2013                                        | Christophe Riblon                           | Route                                       | Julie Bresset                               | Warren Barguil                              |
| 2014                                        | Jean-Christophe Péraud                      | Route                                       | Pauline Ferrand-Prévot                      | François Pervis                             |
| 2015                                        | Thibaut Pinot (1/2)                         | Route                                       | Pauline Ferrand-Prévot                      | Romain Bardet                               |
| 2016                                        | Romain Bardet (1/3)                         | Route                                       | Arnaud Démare                               | Julian Alaphilippe                          |
| 2017                                        | Romain Bardet (2/3)                         | Route                                       | Warren Barguil                              | Thibaut Pinot                               |
| 2018                                        | Thibaut Pinot (2/2)                         | Route                                       | Julian Alaphilippe                          | Romain Bardet                               |
| 2019                                        | Julian Alaphilippe (1/3)                    | Route                                       | Thibaut Pinot                               | Pauline Ferrand-Prévot                      |
| 2020                                        | Julian Alaphilippe (2/3)                    | Route                                       | Arnaud Démare                               | Pauline Ferrand-Prévot                      |
| 2021                                        | Julian Alaphilippe (3/3)                    | Route                                       | Loana Lecomte                               | Benoît Cosnefroy                            |
| 2022                                        | Pauline Ferrand-Prévot (1/3)                | VTT                                         | Christophe Laporte                          | Mathilde Gros                               |

La couleur       indique les coureuses cyclistes.

### Palmarès du Vélo d'or français: trophée Bernard Hinault
| Podiums du trophée Bernard Hinault (à partir de 2023) | Podiums du trophée Bernard Hinault (à partir de 2023) | Podiums du trophée Bernard Hinault (à partir de 2023) | Podiums du trophée Bernard Hinault (à partir de 2023) |
| Année                                                 | Vainqueur                                             | Deuxième                                              | Troisième                                             |
| ----------------------------------------------------- | ----------------------------------------------------- | ----------------------------------------------------- | ----------------------------------------------------- |
| 2023                                                  | Christophe Laporte                                    | Valentin Madouas                                      | Juliette Labous                                       |
| 2024                                                  | Romain Bardet (3/3)                                   | Valentin Madouas                                      | Cédrine Kerbaol                                       |

### Palmarès du Vélo d'or français: trophée Daniel Morelon
| Podiums du trophée Daniel Morelon (à partir de 2023) | Podiums du trophée Daniel Morelon (à partir de 2023) | Podiums du trophée Daniel Morelon (à partir de 2023) | Podiums du trophée Daniel Morelon (à partir de 2023) | Podiums du trophée Daniel Morelon (à partir de 2023) |
| Année                                                | Vainqueur                                            | Discipline                                           | Deuxième                                             | Troisième                                            |
| ---------------------------------------------------- | ---------------------------------------------------- | ---------------------------------------------------- | ---------------------------------------------------- | ---------------------------------------------------- |
| 2023                                                 | Pauline Ferrand-Prévot (2/3)                         | VTT cross-country                                    | Romain Mahieu                                        | Victor Koretzky                                      |
| 2024                                                 | Pauline Ferrand-Prévot (3/3)                         | VTT cross-country                                    | Joris Daudet                                         | Benjamin Thomas                                      |

### Palmarès du (de la) meilleur(e) para-cycliste français(e) de la saison
| Podiums | Podiums          | Podiums          | Podiums          |
| Année   | Vainqueur        | Deuxième         | Troisième        |
| ------- | ---------------- | ---------------- | ---------------- |
| 2024    | Alexandre Léauté | Mathieu Bosredon | Marie Patouillet |

## Autres Vélo d'or
Il existait également des distinctions données par Vélo Magazine pour les catégories de jeunes.
| Année | Espoirs (moins de 23 ans) | Juniors (17-18 ans)         | Cadets (15-16 ans)       |
| ----- | ------------------------- | --------------------------- | ------------------------ |
| 1993  | —                         | Cyrille Legrand             | —                        |
| 1994  | —                         | Laurent Lefèvre             | Jimmy Casper             |
| 1995  | Damien Nazon              | Jean-Patrick Nazon          | Benoît Génauzeau         |
| 1996  | Anthony Langella          | Fabrice Parent              | Arnaud Dublé             |
| 1997  | Guillaume Auger           | Nicolas Dieudonné           | Alexandre Naulleau       |
| 1998  | Frédéric Finot            | Régis Lhuillier             | Lloyd Mondory            |
| 1999  | Philippe Koehler          | Christophe Kern             | Aurélien Mingot          |
| 2000  | Thomas Voeckler           | Lloyd Mondory               | Julien Tomasi            |
| 2001  | Jérôme Pineau             | Mathieu Perget              | Guillaume Blot           |
| 2002  | Sébastien Chavanel        | Jordan Chazal               | Blel Kadri               |
| 2003  | Lloyd Mondory             | Rémy Di Grégorio            | Gaël Bernard             |
| 2004  | Sébastien Minard          | Mikaël Cherel               | Alexandre Lemair         |
| 2005  | Benoît Sinner             | Cyril Gautier               | Thomas Girard            |
| 2006  | Romain Feillu             | Tony Gallopin               | Jérémie Souton           |
| 2007  | Jérôme Coppel             | Fabien Taillefer            | Romain Guillemois        |
| 2008  | Blel Kadri                | Johan Le Bon                | Benjamin Chauvin         |
| 2009  | Julien Bérard             | Arnaud Démare               | Pierre-Henri Lecuisinier |
| 2010  | Arnaud Démare             | Olivier Le Gac              | Thomas Boudat            |
| 2011  | Arnaud Démare             | Pierre-Henri Lecuisinier    | Julien Délerin           |
| 2012  | Warren Barguil            | Thomas Boudat               | Damien Touzé             |
| 2013  | Alexis Gougeard           | Élie Gesbert                | Clément Bétouigt-Suire   |
| 2014  | Thomas Boudat             | Rayane Bouhanni             | Clément Bétouigt-Suire   |
| 2015  | Nans Peters               | Alexys Brunel Tanguy Turgis | Valentin Tabellion       |
| 2016  | David Gaudu               | Tanguy Turgis               | Donavan Grondin          |
| 2017  | Benoît Cosnefroy          | Florentin Lecamus-Lambert   | Hugo Page                |
| 2018  | Clément Champoussin       | Donavan Grondin             | Eddy Le Huitouze         |
| 2019  | Clément Champoussin       | Hugo Toumire                | Eddy Le Huitouze         |
| 2020  | Jason Tesson              | Romain Grégoire             | Estevan Delaunay         |
| 2021  | Kévin Vauquelin           | Romain Grégoire             | Paul Seixas              |
| 2022  | Romain Grégoire           | Thibaud Gruel               | Lucas Menanteau          |
| 2023  | Pierre Thierry            | Matys Grisel                | Hugo Boucher             |
| 2024  | Brieuc Rolland            | Paul Seixas                 | Gabriel Genter           |

Particularités
- Arnaud Démare (Juniors : 2009 ; Espoirs : 2010 et 2011) et Romain Grégoire (Juniors : 2020 et 2021 et Espoirs : 2022) ont remporté 3 Vélos d'or consécutifs.
- Lloyd Mondory est le seul à l'avoir eu dans les 3 catégories d'âge (Cadets : 1998 ; Juniors : 2000 ; Espoirs : 2003).
- Jamais récompensé, Valentin Madouas detient un record de 5 podiums (Cadets : 3e en 2011, 2e en 2012 ; Juniors : 3e en 2013 et 2014 ; Espoirs : 2e en 2016). Il devance A. Démare et ses 4 podiums (3 victoires ; Cadets : 2e en 2007).
- En 2015, Alexys Brunel et Tanguy Turgis terminent premiers ex æquo dans la catégorie Juniors.